# 1930年逝世人物列表
1930年逝世人物列表：1月 - 2月 - 3月 - 4月 - 5月 - 6月 - 7月 - 8月 - 9月 - 10月 - 11月 - 12月
下面是1930年逝世的知名人士列表。

## 1-2月

### 1月8日
- 瑪莎·泰奈斯，挪威社會工作者和政治家[1]

### 1月9日
- 愛德華·博克，美國作家[2]

### 1月13日
- 約翰·內森·科布，美國作家、博物學家、環保主義者、漁業研究員和教育家[3]

### 1月19日
- 弗蘭克·拉姆齊，英國哲學家、數學家和經濟學家[4]

### 1月22日
- 第二代埃舍子爵雷金納德·佈雷特，英國政治家和朝臣[5]

### 1月24日
- 丽贝卡·费尔顿，美國作家、講師、改革家和政治家[6]

### 1月27日
- 日本海軍上將出羽重遠[7]

### 1月28日
- 艾美·德斯廷，捷克歌劇女高音[8]

### 2月3日
- 蜜雪兒·比安奇，義大利法西斯領袖[9]

### 2月14日
- 湯瑪斯·麥肯齊，紐西蘭政治家、探險家、紐西蘭第18任總理兼高級專員[10]

### 2月15日
- 朱利奧·杜赫特，義大利將軍，空中力量理論家[11]

### 2月21日
- 艾哈邁德，波斯國王[12]

### 2月23日
- 梅布爾·諾曼德，美國女演員[13]
- 霍斯特·威塞尔，納粹理論家、作曲家[14]

### 2月26日
- 玛丽·卡尔金斯，美國哲學家和心理學家[15]
- 拉斐尔·梅里·德尔巴尔，出生於英國的西班牙羅馬天主教紅衣主教和上帝的僕人[16]

### 2月28日
- 珀西瓦爾·梅特蘭·勞倫斯，英國古典學者、南非法官和劍橋大學捐助者[17]

## 3-4月

### 3月2日
- 大卫·赫伯特·劳伦斯，英國作家[18]

### 3月6日
- 阿爾弗雷德·馮·鐵必制，德國政治家，海軍上將[19]

### 3月8日
- 威廉·霍华德·塔夫脱，美國第27任總統，美國第10任首席大法官[20]

### 3月12日
- 威廉·喬治·巴克，加拿大飛行員[21]

### 3月13日
- 瑪麗·埃莉諾·威爾金斯·弗里曼，美國作家[22]

### 3月16日
- 米格尔·普里莫·德·里维拉，西班牙軍官，西班牙首相[23]

### 3月19日
- 阿瑟·貝爾福，英國政治家和政治家，英國第48任首相[24]

### 3月24日
- 奧金·范·米格罕，比利時畫家[25]

### 3月27日
- 克莉絲汀修女，德國出生的印度教教師[26]

### 3月30日
- 希亞姆吉·克里希納·瓦爾瑪，印度律師、記者和革命家[27]

### 4月1日
- 科西玛·瓦格纳，理查德·瓦格纳的妻子和靈感來源[28]

### 4月2日
- 佐迪图，埃塞俄比亞帝國皇帝[29]

### 4月3日
- 艾瑪·阿爾巴尼，加拿大歌劇女高音[30]

### 4月4日
- 巴登的維多利亞，瑞典王后[31]

### 4月6日
- 塞爾維亞族長迪米特裡耶[32]

### 4月9日
- 羅斯·卡隆，法國歌劇女高音[33]

### 4月14日
- 弗拉基米尔·马雅可夫斯基，俄羅斯詩人[34]

### 4月16日
- 琳達·理查茲，美國護士[35]

### 4月21日
- 羅伯特·布裡奇斯，英國詩人[36]

### 4月22日
- 傑普·阿克亞爾，丹麥詩人、小說家[37]

## 5-6月

### 5月8日
- 亞美尼亞牧首喬治五世

### 5月13日
- 弗里乔夫·南森，挪威探險家，諾貝爾和平獎獲得者[38]

### 5月17日
- 赫伯特·克羅利，美國政治作家[39]

### 5月25日
- 蘭德爾·大衛森，英國神職人員，坎特伯雷大主教[40]
- 奧地利雷納大公[41]

### 6月5日
- 索菲·霍爾滕，丹麥畫家[42][43]
- 埃里克·莱明，瑞典運動員[44]
- 朱爾斯·帕辛，保加利亞畫家[45]

### 6月10日
- 阿道夫·哈纳克，德國路德宗神學家和教會歷史學家[46]

### 6月13日
- 亨利·塞格雷夫，英國賽車手，陸地和水上速度紀錄保持者[47]

### 6月16日
- 安娜·惠特洛克，瑞典女權主義者[48]

### 6月22日
- 向忠发，中国政治家，前中共总书记，被杀

### 6月30日
- 八代六郎，日本海軍上將和政治家[49][50][51]

## 7-8月

### 7月7日
- 阿瑟·柯南·道尔，英國小說作家（夏洛克·福爾摩斯）[52]

### 7月8日
- 約瑟夫·沃德，紐西蘭第17任總理[53]

### 7月11日
- 小川正孝，日本化學家[54]

### 7月15日
- 利奧波德·奧爾，匈牙利小提琴家[55]
- 魯道夫·希爾德克勞特，奧斯曼帝國出生的奧地利演員[56]

### 7月16日
- 胡安·路易斯·圣富恩特斯，智利第16任總統[57]

### 7月19日
- 羅伯特·斯托特，兩屆紐西蘭總理[58]
- 奧保鞏，日本陸軍元帥，日本帝國早期陸軍領袖人物[59]

### 7月23日
- 葛籣·柯蒂斯，美國航空先驅[60]

### 7月26日
- 帕夫洛斯·卡羅利迪斯，希臘歷史學家[61]

### 7月28日
- 阿爾瓦·古爾斯特蘭德，瑞典眼科醫生，諾貝爾生理學或醫學獎獲得者[62]

### 8月4日
- 齐格弗里德·瓦格纳，德國作曲家和指揮家，理查德·瓦格纳的兒子[63]

### 8月11日
- 愛德華·安格爾，美國牙醫[64]

### 8月12日
- 霍勒斯·史密斯-多林，英國將軍[65]

### 8月15日
- 弗洛里安·卡喬里，瑞士出生的數學史學家[66]

### 8月21日
- 阿斯頓·韋伯，英國建築師[67]

### 8月24日
- 湯姆·諾曼，英國怪胎表演者[68]

### 8月26日
- 朗·钱尼，美國演員[69]

### 8月29日
- 威廉·阿奇博爾德·斯普納，英國學者，英國聖公會牧師[70]

## 9-10月

### 9月1日
- 彼特·波爾德，愛沙尼亞教育學家、政治家[71]

### 9月10日
- 奧布里·福克納，南非板球運動員[72]

### 9月18日
- 露絲·亞歷山大，美國飛行員先驅[73]

### 9月20日
- 贡博扎布·采别科维奇·崔比科夫，俄羅斯探險家

### 9月28日
- 丹尼爾·古根海姆，美國礦業大亨和慈善家[74]
- 巴伐利亞的利奧波德，德國王子和陸軍元帥

### 9月29日
- 伊里亚·叶菲莫维奇·列宾，俄罗斯画家

### 9月30日
- 阿爾伯特·格蘭特，美國海軍上將

### 10月2日
- 戈登·斯圖爾特·諾斯科特，美國連環殺手（被處決）[75]

### 10月4日
- 奧萊娜·普奇爾卡，烏克蘭作家、翻譯家和出版商[76]

### 10月10日
- 阿道夫·恩格勒，德國植物學家[77]

### 10月15日
- 赫伯特·亨利·道，加拿大出生的化學工業家[78]

### 10月16日
- 詹姆斯·蘇爾蒂斯·菲爾波茨，英國作家和教育家[79]

### 10月20日
- 瓦萊里亞諾·韋勒，西班牙將軍[80]

### 10月26日
- 哈裡·佩恩·惠特尼，美國馬匹飼養員和商人[81]

### 10月27日
- 艾倫·海耶斯，美國數學家和天文學家[82]

### 10月28日
- 瑪麗·哈裡森·麥基，事實上的美國第一夫人[83]

### 10月30日
- 豐田佐吉，日本發明家、實業家[84]

## 11-12月

### 11月2日
- 阿尔弗雷德·魏格纳，德國地球物理學家、氣象學家[85]

### 11月3日
- 尼古拉·亞歷山德羅夫，蘇聯演員和導演[86]

### 11月4日
- 秋山好古，日本將軍[87]

### 11月5日
- 克里斯蒂安·艾克曼，荷蘭醫生、病理學家，諾貝爾生理學或醫學獎獲得者[88]
- 路易吉·法克塔，義大利政治家，義大利第26任總理[89]

### 11月8日
- 亞歷山大·貝德沃德，牙買加傳教士[90]

### 11月9日
- 塔斯克·布利斯，美國將軍[91]

### 11月14日
- 杨开慧，中共首任领导人毛泽东第一位妻子

### 11月20日
- 內維爾·豪斯，澳大利亞政治家和維多利亞十字勳章獲得者[92]

### 11月21日
- 克蕾莉亞·梅洛尼，義大利修女，耶穌聖心使徒會的創始人[93]

### 11月26日
- 龐南巴拉姆·拉馬納坦，僧伽羅律師和政治家[94]

### 11月27日
- 約翰尼·泰爾德斯利，英國板球運動員[95]
- 西蒙·卡誇多斯，波塔瓦托米政治活動家[96]

### 11月28日
- 君士坦丁六世，土耳其出生的主教，曾短暫擔任君士坦丁堡普世牧首[97]

### 11月30日
- 瓊斯夫人，愛爾蘭出生的美國勞工領袖[98]

### 12月8日
- 弗洛貝拉·埃斯潘卡，葡萄牙詩人[99]

### 12月9日
- 安德魯·福斯特，美國黑人聯盟棒球運動員[100]
- 蘿拉·蒙茨·萊爾，加拿大畫家[101]

### 12月12日
- 尼古拉·波克羅夫斯基，俄羅斯政治家，俄羅斯帝國最後一位外交部長[102]

### 12月13日
- 弗里茨·普雷格尔，奧地利化學家，諾貝爾獎獲得者[103]

### 12月17日
- 彼得·沃洛克，英國作曲家[104]

### 12月22日
- 羅馬尼亞第31任總理温蒂勒·布勒蒂亚努[105]

### 12月25日
- 欧根·戈尔德斯坦，德國物理學家[106]